# 김태석 (1882년)
김태석(金泰錫, 일본식 이름: 金村泰錫가네무라 다이샤쿠, 1882년 11월 23일 ~ ?)은 일제강점기의 교육인, 경찰, 중추원 참의, 관료이다. 1919년 독립운동가 강우규 의사를 체포하고, 의친왕 이강 공이 대한민국 임시정부로 망명하려는 계획을 알아내 체포하였다. 밀양의열단사건의 홍종린을 고문하는 등 일제 경찰로서 온갖 악행을 저질러, 대한민국 임시정부로부터 "7가살"(七可殺)로 지목되었다. 1949년 1월 반민특위에 체포되어 사형을 구형받고 무기징역으로 감형되어 복역하던 중, 1950년 6월 한국전쟁 직전에 석방되었으며, 이후 행적에 대해서는 알려진 것이 없다.

## 생애

### 생애초기
1883년 11월 23일 평안남도 양덕군에서 태어났다. 1908년 3월 관립 한성사범학교를 졸업한 후, 4월 평안남도 보통학교 교사를 재직하다가 일본에 건너가 유학하여 니혼 대학에서 야간부 법과 2년을 수료했다. 1910년 5월 충청남도 흥주보통학교에서, 1911년 4월 평양공립보통학교에서 교사로 지냈다.

### 일제 경찰 활동
1912년 9월 교직을 떠나 함경북도 웅기경찰서 통역생을 시작으로 경찰에 투신하게 된다. 당시 조선총독부가 기존의 구한말기 시절 있었던 경찰권을 인수하면서 경찰 통역 자리에 수요가 있었던 시기였다.
1913년 3월 경부로 승진해 평안남도 광량만경찰서에서 근무했다. 1914년 10월 평안남도 평양경찰서로 전근했다. 1915년에 항일 비밀결사 일심사 사건 관련자를 체포했다.
1919년부터 경무총감부 고등경찰과에서 활동하다가 8월에 경기도 제3부 고등경찰과로 배치되었다. 같은 해 9월 조선총독 사이토 마코토가 부임할 때 경성역에 폭탄을 투척한 독립운동가 강우규 의사를 비롯해서 관련자인 허형, 최자남, 오태영 등을 모두 검거했다.
같은 해 11월 의친왕 이강 공의 국외 탈출을 모의한 대동단의 거사 계획을 알아냄으로써 단원 전부를 체포하도록 만들었다. 이어 1920년 6월 조선총독부와 각 관공서를 파고하고 총독 사이토와 친일파를 처단하기 위해 폭탄을 준비하던 의열단을 수사하여 거사를 무산시켰다. 이때 밀양폭탄사건의 선동자인 이성우와 윤소룡, 의열단원 곽재기와 황상규 등을 체포했다. 이 밖에 1921년 10월 말 조선의용단 원 김희중과 그 연루자인 황정연을 검거하여 독립운동 계획을 사전에 차단했다. 고등경찰로서 악명이 높아 대한민국임시정부로부터 이른바 "7가살"(七可殺)로 지목되었다. 당시 상해 임시정부 기관지 독립신문에 따르면, 김태석을 "고등정탐, 혹은 그냥 형사로 우리 독립운동의 비밀을 적에게 밀고하거나 우리 지사를 체포하며 동포를 구타하는 추류들"로서 선우갑, 김극일과 같은 '흉적'"이라고 규정지었다.
1920년 8월 경시로 승진하여 경기도 경찰부 고등경찰과에서 활동하다가 경기도경찰부 형사과장을 맡았다. 고등경찰 재직중 김태석은 밀정을 적극 이용하여 독립운동가들을 분열하게 하는데 크게 활동했으며, 체포된 양심수들에게 온갖 잔인한 고문을 가한 것으로 악명이 높았다.

### 일제 관료 활동
1924년 12월 군수로 전임하여 경기도 가평군 군수에 임명되었다. 1925년 11월 14일부터 12월 9일까지 조선총독부 군수로 구성된 '내지시찰단'의 일원으로 일보를 시찰했다. 1926년 8월 경기도 연천군수로 전임했고, 1928년 10월 훈6등 서보장을 받았다. 1930년 1월 경기도 부천군수로 전임했다. 1933년 4월 함경남도 참여관으로 승진했고, 같은 해 12월 훈5등 서보장을 받았다. 1935년 7월 임시국세조사위원회 위원장으로 지냈고, 10월에 시정 25주년기념표창을 받았다. 함경남도 참여관으로 재직 중 중일전쟁이 일어나자, 1937년 7월부터 1938년 6월까지 도청 간부와 부하 직원을 지휘 독려하여 일본군의 활동을 지원했으며, 함경남도 함주군과 정평군 선덕면에 육군비행장을 건설하기 위해 그곳에 거주하던 주민들을 강제노동시키고 강제이주 시켜버렸다. 또한 국방헌금과 비행기 헌납자금을 모금했으며, 일본 육군에 헌납할 애국기 252호, 253호기와 해군 헌납용 보국기 189호기에 관한 업무를 비롯해 군대, 군인 및 그 유가족을 적극후원하고 위문, 구휼하는 업무등을 관장했다.
1938년 6월 경상남도 참여관으로서 산업부장을 겸임했다. 같은 해 7월 훈4등 서보장을 받았다. 10월애는 경상남도물가위원회 위원, 조선방공협회 경상남도 지부 평의원으로 활동했다. 1940년까지 경상남도 산업부장으로 재직하면서 중일전쟁 수행에 적극적으로 참여, 협력했다.
그밖에 일제강점기 전시체제 동안 수많은 농민들의 재산이나 가축, 쌀 등을 '강제 공출'시키는데 크게 앞장섰으며 이러한 그의 행적으로 '공출의 귀감'으로 평가되었다. 이러한 활동에 총독부는 그를 도지사 후보 물망에 올렸다. 1939년 10월 경상남도 광업협회 회장, 1940년 4월 경상남도 가마니증산장려위원회 위원장등을 지냈다. 1941년 5월부터는 국민총력조선연맹 평의원으로 지냈다. 1941년 9월 조선임전보국단 결성 때 발기인으로 참여하고 10월에 평의원에 선출되었다. 1944년 2월 조선총독부 자문기관인 중추원의 칙임관 대우 참의에 임명되어 1945년 8월 15일 광복을 맞을 때까지 재임하면서 매년 엄청난 수당을 받았다. 1944년 11월 경기도 가평군에서 열린 미곡공출 격려 강연회에 연사로 참여했다.
1935년 총독부가 편찬한 《조선공로자명감》에 조선인 공로자 353명 중 한 명으로 수록되어 있다.

### 광복 이후
광복 후 1945년 11월 3일 재조선미육군사령부군정청이 발표한 '이등사령 제29호'에 따라 같은 날짜로 조선총독부 중추원 참의직에서 파면당했다. 1948년 친일파 처단을 법제화한 반민족행위처벌법이 공표되자 일본으로 도주하려 하려다가 1949년 1월 반민특위에 체포되었다.
반민공판에서는 고등경찰 재직 시절 독립운동가들을 체포한 혐의를 받았는데 밀양의열단사건의 홍종린이 김태석에게 고문을 받았다는 증언을 하였고, 황상규, 강우규 등의 간접 증언이 받아들여졌다. 이어 경상남도 참여관겸 산업부장을 지낼 당시 수 많은 농민들 재산을 강탈한 혐의, 지원병 모병 시험관을 겸무하면서 조선 청년들을 출병케 한 혐의가 적용되었다. 반민법정 최초로 사형을 구형 받았으나 선고 결과는 무기징역과 50만원 재산몰수형으로 감형선고를 받았다. 그러나, 반민특위가 친일파와 결탁한 이승만 정부에 의해 해체되는 과정에서 그 또한 풀려나게 되어 1950년 한국 전쟁 직전에 석방되었다. 그 이후의 행적에 대해서는 알려지지 않았다.

## 사후
2002년 발표된 친일파 708인 명단과 2008년 공개된 민족문제연구소의 친일인명사전 수록예정자 명단에 모두 포함되었고, 2007년 대한민국 친일반민족행위진상규명위원회가 발표한 친일반민족행위 195인 명단에도 들어 있다.

## 같이 보기
- 강우규
- 조선임전보국단

## 참고자료
- 친일반민족행위진상규명위원회 (2007년 12월). 〈김태석〉 (PDF). 《2007년도 조사보고서 II - 친일반민족행위결정이유서》. 서울. 1384~1405쪽쪽. 발간등록번호 11-1560010-0000002-10.[깨진 링크(과거 내용 찾기)]
- 반민족문제연구소 (1993년 3월 1일). 〈김태석 : 강우규 의사 체포한 고등계 형사 (이수리)〉. 《친일파 99인 2》. 서울: 돌베개. ISBN 978-89-7199-012-4.